# موژائیسک
شهر موژایسک (به روسی: Можайск) در کشور روسیه و در اوبلاست مسکو واقع شده‌است.